# Henri Giraud
Henri Honoré Giraud (Parigi, 18 gennaio 1879 – Digione, 11 marzo 1949) è stato un generale e politico francese.
Durante la seconda guerra mondiale diede un grande contributo alla Liberazione della Francia, restando però in secondo piano rispetto al generale de Gaulle, con il quale vi fu sempre una grande rivalità sia professionale sia politica. Personaggio quasi leggendario per le sue rocambolesche evasioni dalla prigionia tedesca nel corso delle due guerre mondiali, e ha sempre manifestato idee nazionaliste.
Durante la seconda guerra mondiale ha combattuto strenuamente il nazismo ed è stato il punto di riferimento della frangia della Resistenza francese che faceva capo ai militari insoddisfatti dell'alleanza di fatto del regime di Vichy con Hitler, l'Organizzazione di resistenza dell'esercito (ORA) del generale Aubert Frère.
Dal novembre 1942 è stato comandante civile e militare dei territori francesi in Africa.
Da giugno 1943, è stato, con il generale de Gaulle, co-presidente del Comitato francese di Liberazione nazionale (CFLN), ma fu progressivamente estromesso da de Gaulle, fino a quando si ritirò nel giugno 1944. Nel 1946 fu eletto deputato all'Assemblea nazionale con il Partito Repubblicano della Libertà.
È il padre del giornalista e storico francese Henri-Christian Giraud.

## Biografia
Henri Giraud, nato da genitori alsaziani, frequentò l'Accademia militare di Saint Cyr, diplomandosi sottotenente nel 1900.
Durante la prima guerra mondiale comandò il 4º Reggimento Zuavi, fu ferito gravemente e catturato dai tedeschi nell'agosto 1914, dopo due mesi riuscì a scappare dall'ospedale militare e a rientrare in Francia passando per l'Olanda e l'Inghilterra.
Combatté con molto valore a Malmaison e poi fu mandato a Costantinopoli con le truppe del generale d'Esperey.
Nel 1926 combatté in Marocco durante la guerra del Rif. Fu insegnante all'Accademia di Saint Cyr. Nel 1930 fu nominato generale di brigata e nel 1933 sedò le rivolte berbere nel Tafilalet e nell'alto Atlante, per questo fu decorato con la Legion d'onore e promosso generale di divisione. Nel 1936 fu governatore militare di Metz. Nel 1939 divenne generale d'armata e gli fu dato il comando della 7ª Armata.

### La seconda guerra mondiale
Allo scoppio della seconda guerra mondiale faceva parte del Consiglio superiore di guerra, e in tale sede criticò aspramente la tattica di combattimento con i carri armati proposta dal tenente colonnello de Gaulle.
A partire dal 10 maggio 1940, al comando della 7ª Armata, marciò fino al confine olandese ma venne poi inaspettatamente trasferito il 15 maggio alla testa della 9ª Armata che, schierata nelle Ardenne, era in situazione critica di fronte al massiccio attacco delle Panzer-Divisionen tedesche. Assunto il comando, tuttavia, il generale Giraud non poté ristabilire la situazione e al contrario venne catturato con il suo quartier generale già il 17 maggio a Wassigny dai reparti corazzati nemici, ormai in avanzata incontrollabile.
Fu internato nella fortezza di Königstein vicino a Dresda, riservata agli alti gradi e chiamata anche la Bastiglia della Sassonia. Si preparò allora accuratamente all'evasione, studiando il tedesco e le cartine topografiche dei dintorni, dopo due anni, il 17 aprile 1942, aiutato dai generali compagni di prigionia, riuscì a evadere calandosi dalla ripida parete rocciosa del castello, poi aiutato dalla rete del SOE riuscì a raggiungere in treno la Svizzera e poi la Francia di Vichy. Hitler andò su tutte le furie e chiese che gli venisse riconsegnato. Allora il capo del governo collaborazionista di Vichy Pierre Laval tentò di convincerlo a tornare in Germania, Giraud assicurò che sarebbe tornato prigioniero solo se Hitler avesse lasciato liberi i 500.000 soldati francesi sposati, prigionieri in Germania.
Dopo aver vissuto qualche mese nel sud della Francia, sorvegliato dalla polizia di Vichy, prese contatti con gli alleati anglo-americani che in quel momento, fidandosi poco di de Gaulle e dell'ammiraglio Darlan, cercavano un generale francese di prestigio cui affidare il comando delle truppe francesi del Nordafrica dopo il loro sbarco.
Giraud pose come condizioni uno sbarco parallelo nel sud della Francia e pretese il comando interalleato di tutta l'operazione, che poi fu affidato al generale Eisenhower, a lui invece, sarà assegnato il comando delle truppe francesi presenti in Nordafrica.

### In Nordafrica
Il 7 novembre 1942 Giraud si imbarcò su un sommergibile inglese che lo avrebbe portato prima a Gibilterra e poi ad Algeri il 9 novembre. Nel frattempo nella notte fra il 7 e l'8 novembre un gruppo di circa 400 partigiani della Resistenza francese (in gran parte ebrei) fece un colpo di Stato ad Algeri, occupando le caserme, la radio e tutti i centri del potere e arrestando i dirigenti civili e militari, fra cui il generale Juin e l'ammiraglio Darlan. Venne lanciato un appello da Radio-Algeri, che su suggerimento del generale Giraud, incitò alla ripresa della guerra e terminò con la frase «Un solo scopo: la Vittoria». Questo sarà il motto di Giraud fino alla Liberazione.
La stessa notte gli anglo-americani sbarcarono in Marocco e in Algeria, incontrando forte resistenza delle truppe francesi di Vichy in Marocco e a Orano. Ad Algeri, invece, dove lo sbarco fu funestato dal maltempo, incontrarono scarsa resistenza, perché le truppe francesi furono impegnate per tre giorni a combattere il putsch (unico caso nella storia, di colpo di Stato riuscito fatto da civili ai danni di militari), quindi accerchiarono i francesi e ottennero subito la loro resa.
Giraud giunse ad Algeri il 9 novembre, quando già il generale Clark stava trattando con Darlan la resa delle truppe francesi a Orano e in Marocco. Finalmente, dopo tre giorni, Darlan accettò di ordinare la resa, ma con la condizione che gli sarebbe stato assegnato l'Alto Commissariato dell'Africa del Nord Francese e dell'Africa Occidentale Francese (A.O.F.). Su disposizione di Roosevelt Clark accettò, e affidando il comando supremo delle truppe francesi, l'Armée d'Afrique, a Giraud. De Gaulle come capo della Francia libera rifiutò di riconoscere questi accordi.
Il 24 dicembre Darlan fu assassinato dalla resistenza e Giraud fu nominato subito anche Alto Commissario, assumendo così i poteri civili e militari. Fece fucilare Fernand Bonnier de La Chapelle autore dell'attentato e fece arrestare i capi della resistenza, fra cui Henri d'Astier de la Vigerie, promotore del putsch dell'8 novembre. Inoltre continuò la politica di repressione di Darlan nei confronti degli ebrei e della resistenza.

### Giraud alla conferenza di Casablanca

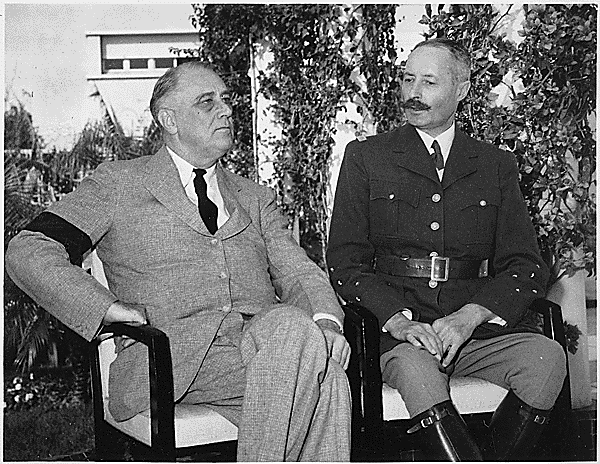
Franklin D. Roosevelt e Henri Giraud a Casablanca, il 19 gennaio 1943

Giraud fu convocato alla Conferenza di Casablanca il 19 gennaio 1943 da Churchill e da Roosevelt, lì si incontrò anche con de Gaulle e dovette cambiare linea politica, rinnegando completamente Pétain. Dopo qualche mese liberò i capi della resistenza e, il 14 marzo 1943, sotto l'influenza di Jean Monnet pronunciò quello che lui stesso autoironicamente definì il "primo discorso democratico della mia vita".
Sfruttando la sua stretta amicizia con Roosevelt, che invece detestava De Gaulle, nel giugno 1943 diventò, con de Gaulle, co-presidente del Comitato francese di Liberazione nazionale (CFLN), carica che mantenne fino all'anno successivo, quando venne estromesso da de Gaulle.

### Dopoguerra
Dopo la guerra Giraud nel 1946 fu eletto all'Assemblea Costituente Francese nel Partito Repubblicano della Libertà, e contribuì alla nascita della Quarta Repubblica. Fu membro del Consiglio nazionale della difesa e ricevette una medaglia al valore per la sua evasione dalla Germania.
Ha pubblicato due libri di memorie, Le mie evasioni, nel 1946, e Un solo scopo, la vittoria 1942-1944, nel 1949.
Henri Giraud è morto a Digione, il 11 marzo 1949. Riposa nella chiesa di Saint-Louis des Invalides.

### Reportage
- Renée Pierre Gosset, Expédients provisoires, Paris, Fasquelle, 1945.

### Opere scientifiche
- Yves Maxime Danan, La vie politique à Alger de 1940 à 1944, Paris, L.G.D.J., 1963.
- Christine Levisse-Touzé, L'Afrique du Nord dans la guerre, 1939-1945, Paris, Albin Michel, 1998.
- Jean-Louis Crémieux-Brilhac, La France libre, Paris, Gallimard, 1997.
- Mario Rossi, Roosevelt and the French, Westport-Londres, Praeger, 1994.
- José Aboulker et Christine Levisse-Touzé, 8 novembre 1942 : les armées américaine et anglaise prennent Alger en quinze heures, Paris, Espoir, n° 133, 2002.
- Michèle Cointet, De Gaulle et Giraud, l'affrontement, Perrin, 2005. 
  - Una recensione di quest'opera: .

### Memorie dei protagonisti
- Général de Gaulle, Mémoires de Guerre, 2 vol., 1- L'appel et 2-L'unité, Livre de Poche, Paris, 1999.
- Général Giraud, Un seul but : la victoire, Alger 1942-1944, Paris, Julliard, 1949.
- Général Giraud, Mes évasions, Paris, Julliard, 1946